# Tuftonboro (Nuevo Hampshire)
Tuftonboro es un pueblo ubicado en el condado de Carroll en el estado estadounidense de Nuevo Hampshire. En el Censo de 2010 tenía una población de 2.387 habitantes y una densidad poblacional de 18,44 personas por km².

## Geografía
Tuftonboro se encuentra ubicado en las coordenadas 43°40′11″N 71°16′33″O / 43.66972, -71.27583. Según la Oficina del Censo de los Estados Unidos, Tuftonboro tiene una superficie total de 129.46 km², de la cual 106.06 km² corresponden a tierra firme y (18.07%) 23.4 km² es agua.

## Demografía
Según el censo de 2010, había 2.387 personas residiendo en Tuftonboro. La densidad de población era de 18,44 hab./km². De los 2.387 habitantes, Tuftonboro estaba compuesto por el 98.11% blancos, el 0.17% eran afroamericanos, el 0.08% eran amerindios, el 0.25% eran asiáticos, el 0% eran isleños del Pacífico, el 0.13% eran de otras razas y el 1.26% pertenecían a dos o más razas. Del total de la población el 0.5% eran hispanos o latinos de cualquier raza.